# Gerald Levert
Gerald Levert (* 13. Juli 1966 in Cleveland; † 10. November 2006 in Newbury Township, Ohio) war ein US-amerikanischer R&B-Sänger.

## Biografie
Gerald Levert stammte aus einer sehr musikalischen Familie. Sein Vater, Eddie Levert, war der Leadsänger der 1970er-Jahre-Soulgruppe The O’Jays. Gerald Levert sang mit seinem Bruder Sean Levert und Marc Gordon in dem R&B-Trio LeVert. Er war auch Teil von LSG, einer R&B-Gruppe, bestehend aus Keith Sweat, Johnny Gill und ihm selbst.
Levert verstarb im Schlaf an einer tödlichen Mischung aus Schmerzmitteln sowie einem Beruhigungsmittel. Dies ergab die Autopsie des nur 40 Jahre alt gewordenen Künstlers. In seinem Körper wurden Spuren von Vicodin, Percocet und Darvocet in Verbindung mit dem Beruhigungsmittel Xanax gefunden. Der Grund für die Einnahme dieser Medikamente war eine OP-Nachwirkung, denn seit einer Operation an seiner Schulter im Jahre 2005 plagten ihn ständig Schmerzen, die er ohne medizinische Anweisung zu lindern versuchte. Außerdem litt er an panischen Angstzuständen, weshalb man wohl auch den Wirkstoff von Xanax in seinem Blut fand. Die Autopsie offenbarte zudem eine Lungenentzündung. Er hinterließ vier Kinder.

## Diskografie

### Alben
| Jahr | Titel                     | Höchstplatzierung, Gesamtwochen, AuszeichnungChartplatzierungen (Jahr, Titel, Platzierungen, Wochen, Auszeichnungen, Anmerkungen) | Höchstplatzierung, Gesamtwochen, AuszeichnungChartplatzierungen (Jahr, Titel, Platzierungen, Wochen, Auszeichnungen, Anmerkungen) | Anmerkungen                                               |
| Jahr | Titel                     | US | R&B | Anmerkungen                                               |
| ---- | ------------------------- | --- | --- | --------------------------------------------------------- |
| 1991 | Private Line              | US48 Platin · (40 Wo.)US | R&B1 (62 Wo.)R&B | Erstveröffentlichung: Oktober 1991                        |
| 1994 | Groove On                 | US18 Platin · (34 Wo.)US | R&B2 (56 Wo.)R&B | Erstveröffentlichung: September 1994                      |
| 1995 | Father and Son            | US20 Gold · (30 Wo.)US | R&B28 (47 Wo.)R&B | Erstveröffentlichung: 26. September 1995 mit Eddie Levert |
| 1998 | Love & Consequences       | US17 Platin · (32 Wo.)US | R&B2 (42 Wo.)R&B | Erstveröffentlichung: 21. Juli 1998                       |
| 2000 | G                         | US8 Gold · (28 Wo.)US | R&B2 (35 Wo.)R&B | Erstveröffentlichung: 21. September 1999                  |
| 2001 | Gerald’s World            | US6 (11 Wo.)US | R&B2 (29 Wo.)R&B | Erstveröffentlichung: 18. September 2001                  |
| 2002 | The G Spot                | US9 (10 Wo.)US | R&B2 (33 Wo.)R&B | Erstveröffentlichung: 24. September 2002                  |
| 2003 | Stroke of Genius          | US6 (12 Wo.)US | R&B1 (29 Wo.)R&B | Erstveröffentlichung: 21. Oktober 2003                    |
| 2004 | Do I Speak for the World  | US29 (11 Wo.)US | R&B7 (27 Wo.)R&B | Erstveröffentlichung: 30. November 2004                   |
| 2005 | Voices                    | US115 (2 Wo.)US | R&B27 (19 Wo.)R&B | Erstveröffentlichung: 4. Oktober 2005                     |
| 2007 | In My Songs               | US2 (16 Wo.)US | R&B1 (39 Wo.)R&B | Erstveröffentlichung: 13. Februar 2007                    |
| 2007 | Something to Talk About   | US19 (5 Wo.)US | R&B5 (18 Wo.)R&B | Erstveröffentlichung: 12. Juni 2007 mit Eddie Levert      |
| 2010 | The Best of Gerald Levert | US62 (5 Wo.)US | R&B12 (27 Wo.)R&B | Erstveröffentlichung: 31. August 2010                     |

### Singles
| Jahr | Titel Album                                                    | Höchstplatzierung, Gesamtwochen, AuszeichnungChartplatzierungen (Jahr, Titel, Album, Platzierungen, Wochen, Auszeichnungen, Anmerkungen) | Höchstplatzierung, Gesamtwochen, AuszeichnungChartplatzierungen (Jahr, Titel, Album, Platzierungen, Wochen, Auszeichnungen, Anmerkungen) | Anmerkungen |
| Jahr | Titel Album                                                    | US | R&B | Anmerkungen |
| ---- | -------------------------------------------------------------- | --- | --- | --- |
| 1988 | That’s What Love Is Love Confessions                           | — | R&B4 (16 Wo.)R&B | Erstveröffentlichung: Februar 1988 Miki Howard mit Gerald Levert Autoren: Gerald Levert, Marc Gordon, Miki Howard                      |
| 1991 | Private Line                                                   | — | R&B1 (17 Wo.)R&B | Erstveröffentlichung: September 1991 Autoren: Edwin Nicholas, Gerald Levert                                                            |
| 1992 | Baby Hold On to Me Private Line                                | US37 (20 Wo.)US | R&B1 (20 Wo.)R&B | Erstveröffentlichung: Januar 1992 mit Eddie Levert Autoren: Edwin Nicholas, Gerald Levert                                              |
| 1992 | School Me Private Line                                         | — | R&B3 (19 Wo.)R&B | Erstveröffentlichung: März 1992 Autoren: Edwin Nicholas, Gerald Levert                                                                 |
| 1992 | Can You Handle It Private Line                                 | — | R&B9 (13 Wo.)R&B | Erstveröffentlichung: August 1992 Autoren: Edwin Nicholas, Gerald Levert                                                               |
| 1994 | I’d Give Anything Groove On                                    | US28 (20 Wo.)US | R&B4 (22 Wo.)R&B | Erstveröffentlichung: Juli 1994 Autoren: Chris Farren, Jeffrey Steele, Vince Melamed                                                   |
| 1994 | Can’t Help Myself Groove On                                    | US98 (5 Wo.)US | R&B15 (20 Wo.)R&B | Erstveröffentlichung: Oktober 1994 Autoren: Edwin Nicholas, Gerald Levert                                                              |
| 1995 | Answering Service Groove On                                    | — | R&B12 (20 Wo.)R&B | Erstveröffentlichung: Februar 1995 Autoren: Edwin Nicholas, Gerald Levert                                                              |
| 1995 | How Many Times Groove On                                       | — | R&B56 (9 Wo.)R&B | Erstveröffentlichung: Mai 1995 Autoren: Edwin Nicholas, Gerald Levert                                                                  |
| 1995 | Same One The Other Side                                        | — | R&B57 (5 Wo.)R&B | Erstveröffentlichung: August 1995 Sean Levert feat. Eddie Levert und Gerald Levert Autor: Andrew Hamilton                              |
| 1995 | Already Missing You Father & Son                               | US75 (10 Wo.)US | R&B7 (22 Wo.)R&B | Erstveröffentlichung: September 1995 mit Eddie Levert Autoren: Edwin Nicholas, Gerald Levert                                           |
| 1996 | Wind Beneath My Wings Father & Son                             | — | R&B30 (15 Wo.)R&B | Erstveröffentlichung: Februar 1996 mit Eddie Levert Autoren: Autoren: Jeffery Silbar, Larry Henley Original: Roger Whittaker, 1981     |
| 1996 | Get Your Thing Off Father & Son                                | — | R&B59 (5 Wo.)R&B | Erstveröffentlichung: Mai 1996 mit Eddie Levert Autoren: Dwain Mitchell, Eddie Levert                                                  |
| 1998 | Thinkin’ Bout It Love & Consequences                           | US12 (16 Wo.)US | R&B2 (22 Wo.)R&B | Erstveröffentlichung: August 1998 Autoren: Antoinette Roberson, Darrell Allamby, Lincoln Browder                                       |
| 1998 | Money’s Just a Touch Away The Recipe                           | US54 (4 Wo.)US | R&B31 (13 Wo.)R&B | Erstveröffentlichung: Oktober 1998 Mack 10 feat. Gerald Levert Autoren: Dedrick Rolison, Gerald Levert                                 |
| 1999 | Taking Everything Love & Consequences                          | US11 (12 Wo.)US | R&B3 (16 Wo.)R&B | Erstveröffentlichung: Dezember 1998 Autoren: Antoinette Roberson, Darrell Allamby, Gerald Levert, Lincoln Browder                      |
| 1999 | Nothin’ to Somethin’ G                                         | — | R&B55 (19 Wo.)R&B | Erstveröffentlichung: September 1999 Autoren: Gerald Levert, Darrell Allamby, Kenny Dickerson                                          |
| 2000 | Mr. Too Damn Good G                                            | US76 (8 Wo.)US | R&B20 (20 Wo.)R&B | Erstveröffentlichung: Januar 2000 Autoren: Gerald Levert, Joe Little III                                                               |
| 2000 | Baby U Are G                                                   | US89 (5 Wo.)US | R&B31 (20 Wo.)R&B | Erstveröffentlichung: Juni 2000 Autoren: Craig T. Cooper, Gerald Levert                                                                |
| 2000 | Dream with No Love Gerald’s World                              | — | R&B84 (11 Wo.)R&B | Erstveröffentlichung: Oktober 2000 vom Soundtrack des Films Bamboozled Autoren: Andy Gibson, Gerald Levert                             |
| 2001 | Made to Love Ya Gerald’s World                                 | — | R&B37 (21 Wo.)R&B | Erstveröffentlichung: Juli 2001 |
| 2002 | What Makes It Good to You (No Premature Lovin’) Gerald’s World | — | R&B66 (16 Wo.)R&B | Erstveröffentlichung: März 2002 Autoren: Edwin Nicholas, Gerald Levert                                                                 |
| 2002 | Funny The G Spot                                               | — | R&B37 (20 Wo.)R&B | Erstveröffentlichung: Juli 2002 Autoren: Randall Bowland, Niles McKinney, Gerald Levert                                                |
| 2003 | Closure The G Spot                                             | — | R&B57 (19 Wo.)R&B | Erstveröffentlichung: Februar 2003 Autoren: Randall Bowland, Niles McKinney, Gerald Levert                                             |
| 2003 | U Got That Love (Call It a Night) Stroke of Genius             | — | R&B30 (25 Wo.)R&B | Erstveröffentlichung: September 2003 Autoren: Edwin Nicholas, Gerald Levert                                                            |
| 2004 | Wear It Out Stroke of Genius                                   | — | R&B58 (9 Wo.)R&B | Erstveröffentlichung: Februar 2004 Autoren: Edwin Nicholas, Gerald Levert                                                              |
| 2004 | A Rose by Any Other Name La Doña                               | US97 (2 Wo.)US | R&B53 (20 Wo.)R&B | Erstveröffentlichung: September 2004 Teena Marie feat. Gerald Levert Autor: Teena Marie                                                |
| 2004 | One Million Times Do I Speak for the World                     | — | R&B56 (20 Wo.)R&B | Erstveröffentlichung: November 2004 Autor: Darrell „Delite“ Allamby                                                                    |
| 2005 | So What (If You Got a Baby) Do I Speak for the World           | — | R&B49 (18 Wo.)R&B | Erstveröffentlichung: Februar 2005 Autor: Gerald Isaac                                                                                 |
| 2007 | In My Songs                                                    | — | R&B21 (34 Wo.)R&B | Erstveröffentlichung: Januar 2007 Grammy (Best Traditional R&B Vocal Performance) Autoren: Eddie Levert, Edwin Nicholas, Gerald Levert |
| 2007 | DJ Don’t In My Songs                                           | — | R&B31 (29 Wo.)R&B | Erstveröffentlichung: April 2007 Autoren: Eddie Levert, Edwin Nicholas, Gerald Levert                                                  |
| 2010 | Can It Stay The Best of Gerald Levert                          | — | R&B25 (20 Wo.)R&B | Erstveröffentlichung: Juli 2010 Autoren: Edwin Nicholas, Gerald Levert                                                                 |
| 2012 | Knew It All Along ’Til the Morning                             | — | R&B85 (7 Wo.)R&B | Erstveröffentlichung: April 2012 Keith Sweat feat. Johnny Gill und Gerald Levert Autoren: Angelo Durham, Keith Sweat                   |

Weitere Singles
- 1995: Answering Service (The Heavy D Remixes)
- 1995: Pic-a-Nic (Sir Jinx feat. Gerald Levert)
- 1998: Iz It Still Good? (Something’s on Your Mind) (Yo Yo feat. Gerald Levert)
- 2001: I Believe I Can Fly (Yolanda Adams feat. Gerald Levert)
- 2002: Ain’t It Funny (Bootleg Mixes)